# Григорьев, Дмитрий Павлович
Дмитрий Павлович Григорьев (29 октября [11 ноября] 1909, Пермь — 12 марта 2003[…]) — советский минералог. Профессор, доктор геолого-минералогических наук. Официальный представитель РМО с правом решающего голоса на учредительном съезде Международной минералогической ассоциации (Мадрид, 8-10 апреля 1958 г.), почётный член РМО с 1971 г.

## Биография
Родился 29 октября 1909 года в городе Перми.
В 1934 году окончил Ленинградский горный институт.
Профессор кафедры минералогии, кристаллографии и петрографии Ленинградского горного института, в 1946—1985 годах её заведующий.
Член редколлегии «Минералогического журнала» (Украина).
Член диссертационного совета Горного университета.
Соавтор открытия «Закономерности пространственно-временного изменения формы природных кристаллов в процессе минералообразования» (диплом No 270 Госкомитета СССР по изобретениям и открытиям, 1985 г., и диплом No 4 Института по изобретениям Народной Республики Болгарии, 1985 г.).
Скончался 12 марта 2003 года в Санкт-Петербурге.
Похоронен на Смоленском православном кладбище Санкт-Петербурга.

## Членство в организациях
- Почётный член Минералогических обществ России Австрии, Болгарии, Индии, Польши, Украины, Франции и лауреат медали Эмануэля Боржицкого, присуждённой Карловым университетом Чехословакии. Почётный академик Академии Естественных Наук РФ, Почётный разведчик недр.
- Действительный член РАЕН
- Действительный член минералогических обществ Великобритании и Ирландии, Германии, Италии, Канады, США, Швейцарии
- Член-учредитель и вице-президент Международной минералогической ассоциации.
- Член президиума Минералогического общества при РАН.